# I саммит БРИК
Первый саммит стран БРИК состоялся 16 июня 2009 года в Екатеринбурге. Страны представляли президенты: Дмитрий Медведев (Россия), Луис Инасиу Лула да Силва (Бразилия), Манмохан Сингх (Индия) и Ху Цзиньтао (Китай).
На повестке саммита обсуждались темы глобального экономического кризиса, мировой политики и дальнейшее развитие формата БРИК. Кроме того, страны-участники обсуждали проблемы глобальной продовольственной безопасности, посвящённые продовольственному кризису 2007—2008 годов.
Одним из важных вопросов саммита было создание резервной валютной системы, активно обсуждаемой представителями Бразилии и России. Однако, Китай, крупнейший кредитор американской экономики, и Индия выразили неготовность к переходу к резервной валюте.

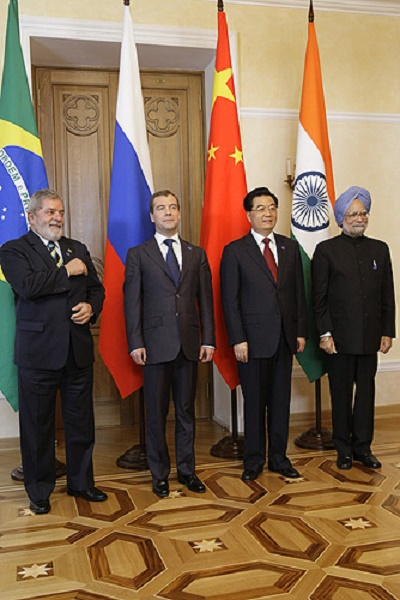
Лидеры стран-участниц (слева направо): Луис Инасиу Лула да Силва (Бразилия), Дмитрий Медведев (Россия), Ху Цзиньтао (Китай), Манмохан Сингх (Индия)

В ходе саммита состоялись две встречи: в узком составе, а затем прошли переговоры с участием членов делегаций. Дмитрий Медведев сделал заявление от имени глав государств стран тогда ещё БРИКа. По итогам встреч было принято два заявления:
1. Совместное заявление лидеров стран БРИК[1];
2. Совместное заявление стран БРИК по глобальной продовольственной безопасности[2].

## Галерея

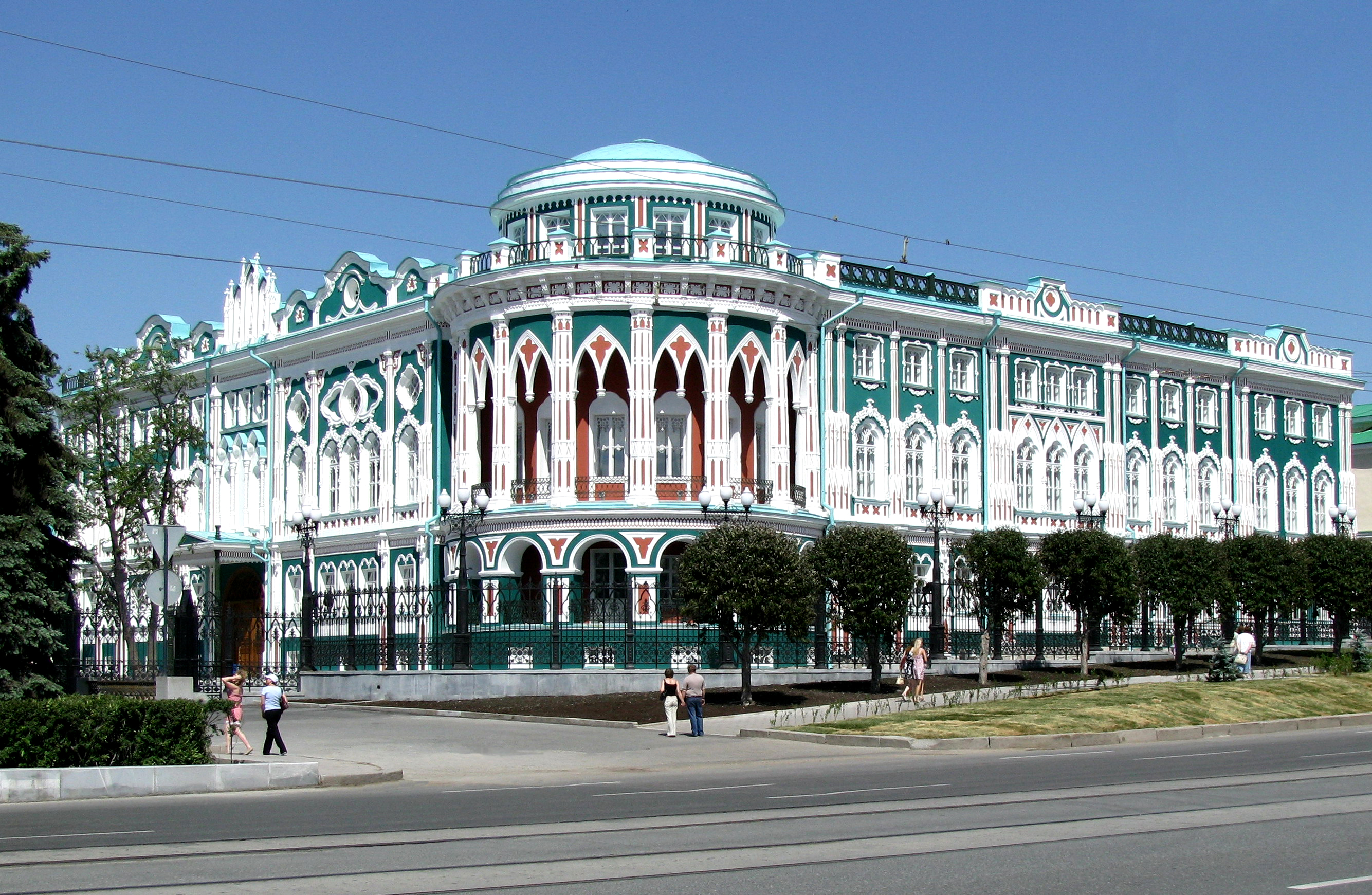
Особняк Севастьянова в Екатеринбурге — место проведения I саммита БРИК